# Verachthonius congruus
Verachthonius congruus är en kvalsterart som beskrevs av Johann Wilhelm Karl Moritz 1976. Verachthonius congruus ingår i släktet Verachthonius och familjen Brachychthoniidae. Inga underarter finns listade i Catalogue of Life.